# Georg Haan
Georg Haan (muerto el 24 de enero de 1628), fue una víctima del Juicio de las brujas de Bamberg. 
Georg Haan era médico y miembro del ayuntamiento de Bamberg. Estaba casado con Katharina Haan y tenía dos hijas, Katharina y Ursula, y cuatro hijos, Adam, Carl, Daniel y Leonhard. Haan estaba entre las personas más reconocidas de Bamberg. Se opuso públicamente a la política de persecución de brujas del Príncipe-Obispo Johann Georg Fuchs von Dornheim, y en 1627, demandó al Príncipe-Obispo ante la Dieta Imperial en Espira. Haan partió para Espira el 27 de diciembre. Poco después de su partida, su mujer fue arrestada por bruja después de haber sido señalada por entre otros Hans Morhaubt, el hijo de Christina Morhaubt. Katharina Haan fue torturada hasta que confesó ser culpable de los cargos y quemada viva el 16 de enero; poco después, su hija y tocaya fue rápidamente arrestada, torturada, sentenciada y quemada viva. 
Cuando Georg Haan regresó a Bamberg, descubrió que su esposa e hija habían sido arrestadas, condenadas, y ejecutadas durante su ausencia, y que su propia seguridad personal estaba también en peligro. Para evitar un arresto, Maximiliano I, Elector de Baviera intentó salvarle ofreciéndose a darle empleo, pero el mensajero enviado a Bamberg para entregar la noticia no pudo llegar a la ciudad. Poco después, Georg Haan fue arrestado y acusado de brujería. Según el protocolo, había sido denunciado por su hijo Adam Haan. Confesó brujería y fue ejecutado el 24 de enero. En su testamento, dio su fortuna entera a sus hijos y otras personas privadas y nada a la Iglesia.
Al año siguiente, su otra hija Ursula Haan y su hijo Adam Haan fueron arrestados y quemados vivos. Sus tres hijos restantes recibieron la protección de la abadía dominica de Heilig Grab y sobrevivieron a los juicios de brujas, que finalmente terminaron en 1632. 